# Black Warrior Mine
La Black Warrior Mine est une ancienne mine de galène dans le comté de Chelan, dans l'État de Washington, dans le nord-ouest des États-Unis. Protégée au sein du parc national des North Cascades, elle est inscrite au Registre national des lieux historiques depuis le 15 octobre 1974.